# Zootje (gerecht)
Een zootje van paling is een Nederlands gerecht van aardappelen en paling. Het werd vooral vroeger vaak gegeten door vissers rond het IJsselmeer omdat het makkelijk te bereiden is. In plaats van paling kunnen ook andere vissoorten gebruikt worden, zoals schar of schelvis.
De naam komt van zode, "zieden": kooksel, vooral van vis. Een van de betekenissen van zootje is een hoeveelheid gevangen vis.